# Leonhard Moritz von Prittwitz und Gaffron
Leonhard Moritz von Prittwitz und Gaffron (geb. 10. März 1686; gest. 8. April 1758) war ein preußischer Landrat.

## Leben
Leonhard Moritz von Prittwitz und Gaffron entstammte dem schlesischen Adelsgeschlecht derer von Prittwitz und Gaffron. Seine Eltern waren Leonhard Moritz von Prittwitz und Gaffron (1636–1711), Erbherr auf Pontwitz und Barbara Elisabeth, geb. von Domnig (* 1650; † 7. Oktober 1729). Im Oktober 1698 immatrikulierte er sich an der Universität Frankfurt (Oder). Im Anschluss war er wohl zunächst in der Landwirtschaft tätig. Im Januar 1742 wurde er zum ersten Landrat des Kreises Wartenberg ernannt, trat aber bald darauf wieder von diesem Amt zurück. Sein Nachfolger wurde Justus Siegmund von Dyhrn und Schönau.

## Persönliches
Leonhard Moritz von Prittwitz und Gaffron erhielt um das Jahr 1712 das Gut Nieder-Pontwitz aus der Erbschaft seines Vaters. 1718 erwarb er das Gut Kammerau, das er jedoch später wieder veräußerte, lebte zuletzt auf Pontwitz.

## Familie
Leonhard Moritz von Prittwitz und Gaffron war mit Hedwig Marianne (1693–1733), geb. von Seydlitz aus dem Haus Karoschke, verheiratet. Aus dieser Ehe gingen 3 Töchter und 3 Söhne hervor, u. a.:
- Moritz Christian (1711–1769), verheiratet mit Friederike Erdmuthe, geb. von Clesel (1722–1760) und Vater von Moritz von Prittwitz (1747–1822)
- Leonhard Moritz (1713–1777)
- Sigmund Moritz (1720–1799)